# (55637) 2002 UX25 1
(55637) 2002 UX25 1 ist ein Mond des transneptunischen Objektes (55637) 2002 UX25, welcher bahndynamisch als Cubewano (nach anderer Quelle Detached Object) eingestuft ist. Der Begleiter weist etwa ein Drittel des Durchmessers der Mutterplanetoiden auf.

## Entdeckung und Benennung
(55637) 2002 UX25 1 wurde von Mike Brown und Terry–Ann Suer auf Aufnahmen von 2002 UX25 mit dem Hubble-Weltraumteleskop, die am 26. August 2005 durchgeführt wurden, entdeckt. Durch die Aufnahmen ließen sich beide Komponenten des Systems als klar getrennt erkennen. Die Entdeckung wurde am 22. Februar 2007 bekanntgegeben, der Mond erhielt die vorläufige Bezeichnung (55637) 2002 UX25 1.
Der Begleiter wurde von den Entdeckern auf den Hubble–Bildern in einem Abstand von 0,164 ± 0,003 Bogensekunden gefunden, mit einer um 2,5 ± 0,2m schwächeren scheinbaren Helligkeit.

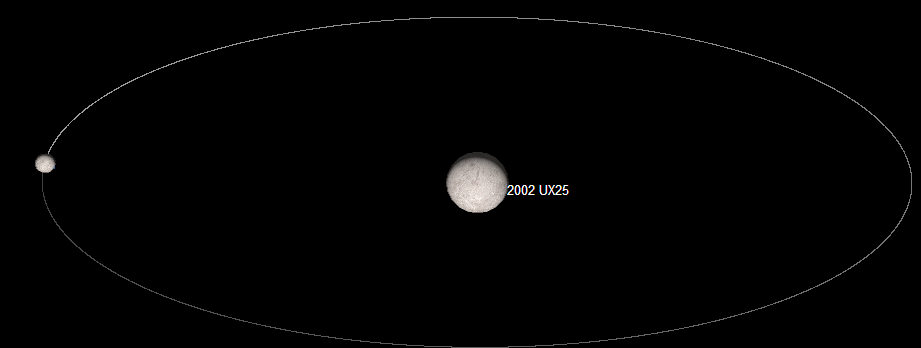
Orbitalsimulation von 2002 UX_{25} und (55637) 2002 UX_{25} 1 (Gegenseitiger Abstand: 4770 km).

## Bahneigenschaften
(55637) 2002 UX25 1 umläuft das gemeinsame Baryzentrum auf einer elliptischen Umlaufbahn in einem mittleren Abstand von 4770 km Abstand zum Planetoiden, das sind 14,34 2002 UX25-Radien bzw. 49,43 (55637) 2002 UX25 1-Radien. Für einen Umlauf benötigt er 8 Tage 7 Stunden 25 Minuten, was rund 12176 Umläufen in einem 2002 UX25–Jahr entspricht. Die Bahnexzentrizität beträgt 0,170. Die Bahnneigung des Begleiters ist derzeit noch unbekannt. (Stand Januar 2019)
In diesem Binärsystem dauert ein Monat dementsprechend 13,87 2002 UX25-Tage.

## Physikalische Eigenschaften
Der Durchmesser von (55637) 2002 UX25 1 wird derzeit auf 193 km geschätzt, ausgehend von einem geschätzten Rückstrahlvermögen von 10,7 %, analog zum Mutterplanetoiden. Die Entdeckung des Mondes scheint keinen nennenswerten Einfluss auf die Größenbestimmung des Mutterplanetoiden zu haben, welcher nach aktuellen Schätzungen nach wie vor eine Größe von 665 km besitzt. Damit dürfte S/2007 (55637) 1 etwa 29 % des Durchmessers von 2002 UX25 aufweisen. Falls der Begleiter jedoch nur die Hälfte der Albedo besitzt (eine typische angenommene Albedo von 5 % für „kalte“ Cubewanos), könnte sich die Größe der beiden Körper durchaus auch auf 260 km respektive 640 km belaufen, wodurch sich die Relativgrösse von S/2007 (55637) 1 zu 2002 UX25 auf 40,6 % erhöhen würde.
Die Gesamtmasse des Systems beträgt 1.25 ± 0.03 · 1020 kg. Mit einer Dichte von nur 0,82 g/cm³ ist 2002 UX25 einer der größten festen Himmelskörper im Sonnensystem, dessen Dichte geringer ist als die von Wasser. Größere Kuipergürtelobjekte sollten eigentlich einen signifikanten Anteil an Silikaten und Metallen besitzen und damit eine höhere Dichte aufweisen. Sollte die Zusammensetzung der beiden Körper der von anderen großen KBO ähneln, müsste seine innere Struktur außerordentlich porös sein, was in Anbetracht der Fließfähigkeit von Wassereis sehr unwahrscheinlich erscheint. Daher erstaunt diese geringe Dichte die Astronomen immer noch.
| Jahr                                         | Abmessungen km | Quelle          |
| -------------------------------------------- | -------------- | --------------- |
| 2013                                         | 210,0 ± 30,0   | Fornasier u. a. |
| 2013                                         | 190,0          | Brown           |
| 2014                                         | 193,0 ± 10,0   | Vilenius u. a.  |
| 2017                                         | 230,0 ± 19,0   | Brown u. a.     |
| Die präziseste Bestimmung ist fett markiert. |                |                 |